# Каджіадо
Каджіадо — місто в окрузі Kajiado, Кенія . Місто розташоване за 80 км на південь від Найробі, по трасі Найробі — Аруша (дорога A104). Каджіадо має міське населення 8128 (перепис населення 1999 року) Місцеве населення є переважно племенем Масаї .
Місто Каджіадо є центром округу Каджіадо .
Назва «Kajiado» походить від слова «Olkeju-ado». Що означає «Довга річка» на мові Масаї. Сезонна річка, названа на честь міста, пролягає із Заходу на Схід міста.
Початкова назва Каджіадо була «Olpurapurana», що означає «кругле піднесення».

## Транспорт
У Каджіадо є залізнична станція на лінії Магаді-Сода, яка курсує від Конзи (на лінії Найробі-Момбаса) до Маґаді . Однак ця лінія має обмеження за кількістю пасажирського перевезення, найзручнішим способом подорожувати до Каджіадо з Найробі є використання маршрутних таксі, приватних мікроавтобусів, які в Кенії носять назву матату. Домінує в автомобільному транспорті до міста Каджіадо автомобільна компанія № 134, а NAEKANA sacco, яка надає найбільш вигідний і зручний сервіс.